# Torna landsfiskalsdistrikt
Torna landsfiskalsdistrikt var 1918–1964 ett landsfiskalsdistrikt i Malmöhus län, bildat som Lunds landsfiskalsdistrikt när Sveriges indelning i landsfiskalsdistrikt trädde i kraft den 1 januari 1918, enligt beslut den 7 september 1917. När Sveriges nya indelning i landsfiskalsdistrikt trädde i kraft den 1 januari 1952 (enligt kungörelsen 1 juni 1951) ändrades distriktets namn till Torna landsfiskalsdistrikt. Den 1 januari 1965 avskaffades i Sverige samtliga landsfiskaler och landsfiskalsdistrikt, och deras arbetsuppgifter delades upp på de nyskapade indelningarna polisdistrikt, åklagardistrikt och kronofogdedistrikt.
Landsfiskalsdistriktet låg under länsstyrelsen i Malmöhus län.

## Ingående områden
Den 1 januari 1937 överfördes den del av Gårdstånga landskommun som låg i Lunds landsfiskalsdistrikt och Torna härad till Löberöds landsfiskalsdistrikt och Frosta härad. Den 1 januari 1944 inkorporerades Lunds landskommun i Lunds stad. Den 1 januari 1952 (enligt kungörelserna 1 juni 1951 och 14 december 1951) ändrades distriktets indelning dels genom kommunreformen 1952, dels genom överförande av områden till och från närliggande distrikt. Den 1 januari 1963 införlivades Flädie landskommun i Lomma köping, utan att ändringen medförde någon ändring av landsfiskalsdistriktets omfattning.

### Från 1918
Torna härad:
- Bjällerups landskommun
- Borgeby landskommun
- Fjelie landskommun
- Flädie landskommun
- Del av Gårdstånga landskommun: Den del av kommunen som låg i Torna härad.[2]
- Hardeberga landskommun
- Håstads landskommun
- Igelösa och Odarslövs landskommun
- Lackalänga landskommun
- Lunds landskommun
- Norra Nöbbelövs landskommun
- Stora Råby landskommun
- Stångby landskommun
- Stävie landskommun
- Vallkärra landskommun
- Västra Hoby landskommun

### Från 1937
Torna härad:
- Bjällerups landskommun
- Borgeby landskommun
- Fjelie landskommun
- Flädie landskommun
- Hardeberga landskommun
- Håstads landskommun
- Igelösa och Odarslövs landskommun
- Lackalänga landskommun
- Lunds landskommun
- Norra Nöbbelövs landskommun
- Stora Råby landskommun
- Stångby landskommun
- Stävie landskommun
- Vallkärra landskommun
- Västra Hoby landskommun

### Från 1944
Torna härad:
- Bjällerups landskommun
- Borgeby landskommun
- Fjelie landskommun
- Flädie landskommun
- Hardeberga landskommun
- Håstads landskommun
- Igelösa och Odarslövs landskommun
- Lackalänga landskommun
- Norra Nöbbelövs landskommun
- Stora Råby landskommun
- Stångby landskommun
- Stävie landskommun
- Vallkärra landskommun
- Västra Hoby landskommun

### Från 1 januari 1952
- Flädie landskommun
- Furulunds köping
- Lomma köping
- Torns landskommun

### Från 1 januari 1963
- Furulunds köping
- Lomma köping
- Torns landskommun